# Madia gracilis
Madia gracilis là một loài thực vật có hoa trong họ Cúc. Loài này được (Sm. ex Sm.) D.D.Keck mô tả khoa học đầu tiên năm 1940.